# Thủy điện Đa Siat
Thủy điện Đa Siat là thủy điện xây dựng trên dòng Đa Siat tại vùng đất xã Lộc Bảo huyện Bảo Lâm tỉnh Lâm Đồng, Việt Nam.
Thủy điện Đa Siat có công suất lắp máy 13.5 MW với 3 tổ máy, sản lượng điện hàng năm 60 triệu KWh, khởi công tháng 6/2005, hoàn thành tháng 12/2009.

## Suối Đa Siat
Suối Đa Siat là phụ lưu cấp 1 của sông Đồng Nai, chảy ở huyện Bảo Lâm tỉnh Lâm Đồng. Suối dài khoảng 20 km.
Suối bắt nguồn từ vùng núi cao 1400 m 11°46′31″B 107°43′41″Đ / 11,775397°B 107,727958°Đ ở vùng đông nam xã Lộc Bảo.
Suối chảy uốn lượn về hướng bắc tây bắc, đổ vào sông Đồng Nai (Đa Dâng).11°51′25″B 107°37′35″Đ / 11,856823°B 107,626524°Đ